# The Kids Are Alright (película)
The Kids Are Alright es un documental de 1979 acerca de la banda inglesa de rock The Who, que incluye interpretaciones en vivo, películas promocionales y entrevistas de 1964 a 1978.

## Producción
La película fue principalmente trabajo del fan de la banda Jeff Stein, quien a pesar de no tener experiencia previa en el cine, fue convencido y apoyado por la banda para desempeñarse como director de película. Stein, había producido un libro en 1970 con fotografías de los conciertos de la banda cuando sólo tenía 17 años. En 1975 se acercó a Pete Townshend, el compositor principal y guitarrista de The Who, para proponerle una compilación y colección de clips de la banda para proveer una referencia histórica a los fanes de ella. Townshend inicialmente rechazó la idea, pero fue persuadido por el mánager del grupo, Bill Curbishley, para darle un sí al proyecto.
Cuando Stein y su editor de cine, Ed Rothkowitz, les enseñaron a la banda (y a sus esposas) una recopilación de 17 minutos de clips de sus apariciones en la televisión estadounidense, no lo podían creer. "Townshend estaba en el suelo, golpeándose la cabeza. Él y Moon estaban histéricos. La esposa de Daltrey reía tan fuerte que derribó la mesa de café en la sala de proyección. Sus reacciones fueron increíbles. Lo amaban. Fue entonces, cuando se convencieron de que realmente la película valió la pena."
Stein sabía que muchas de las mejores y memorables interpretaciones de la banda nunca se registraron, se habían perdido, habían sido robadas o descartadas. Durante más de dos años, él recolectó películas, presentaciones en televisión y grabaciones de fanáticos, en Estados Unidos, Inglaterra, Suecia, Alemania, Francia, Australia, Noruega y Finlandia, en algunas casos, rescatando realmente material de la basura. El 20 de julio de 1977, en los Shepperton Studios, Inglaterra, comenzaron el rodaje de nuevo material para el proyecto, con la grabación de la canción "Barbara Ann" (original de The Beach Boys), a petición de Stein. El equipo de grabación pasó cinco días grabando la vida cotidiana de Keith Moon, en Malibú, en su casa de California, para su fiesta de cumpleaños número 31. Finalmente, Stein intentó en varias ocasiones grabar actuaciones de canciones que no fueron utilizadas como material de archivo para la película, en particular "Baba O'Riley" y "Won't Get Fooled Again". Las últimas grabaciones fueron hechas el 25 de mayo de 1978, pero por desgracia, la mayoría de las cintas originales de la muestra se perdieron. Una versión de la canción "My Wife" fue grabada en el Gaumont State de Kilburn, en diciembre de 1977, y aunque no aparece en la película, está incluida en la banda sonora, llamada también "The Kids Are Alright".
La edición de sonido fue supervisada por el bajista de la banda John Entwistle, con la excepción de la interpretación de "Anyway, Anyhow, Anywhere". Durante el proceso de edición de sonido, el 7 de septiembre de 1978, Keith Moon fallece. Todos los miembros de la banda, excepto Townshend que había visto antes que los demás la película, decidieron a no hacerle ningún cambio a la misma.
La película se estrenó en el Festival de Cannes el 14 de mayo de 1979. The Who la promovió con algunas actuaciones en vivo con su nuevo baterista, el ex Small Faces, Kenney Jones.
La banda sonora fue lanzada en junio de 1979, incluyendo algunas canciones y actuaciones de la película. El álbum alcanzó el puesto #2 en el Reino Unido, al igual que en Estados Unidos en las listas de Billboard, donde además lograron Disco de Platino.

## Contenido
Con la recopilación de material que él incluyó, Stein, intentó crear un documental no cronológicamente lineal, sino "una reunión del renacimiento celuloide del rock n'roll" y "una montaña rusa de pelos en punta", que fuera digno de la reputación de la banda. Las actuaciones que conforman el cuerpo de la película, se organizan en torno a una serie de animados encuentros de los integrantes de la banda, con diversos animadores y presentadores de televisión, como también la enérgica relación de Townshend con sus fanes, admiradores y críticos, y las traversuras sin fin de Keith Moon.

### Programas de televisión y entrevistas
La película comienza con una explosión -literal- de apariciones de la banda en presentaciones de programas de televisión de Estados Unidos. El 15 de septiembre de 1967, The Who apareció en el programa The Smothers Brothers Comedy Hour de la CBS en Los Ángeles, con un pequeño diálogo -fuera de libreto- del presentador del programa Tommy Smothers con la banda. Posteriormente, y luego de interpretar "My Generation", comenzó un festival de destrucción por parte de la banda, particularmente de Townshend y de Moon. Este último había colocado previamente una carga explosiva en su bombo, hecho que no conocían los demás y que provocó un gran estallido en el estudio, que dejó a Moon herido debido a un platillo que cortó su brazo, y a Townshend por más de 20 minutos sordo. Tras esto, Pete destroza por completo su guitarra ante la mirada de asombro de Smothers, quien estaba atónito con lo que sucedía, pero el público pensaba que la presentación había sido sólo un montaje.
Escenas de una entrevista de 1973 en el programa de Russell Harty Plus, London Weekend Television, aparece seis veces a lo largo del documental. Si bien Harty se adentra en el fondo de la vida de los miembros de la banda, es Moon quien se roba el show, cuando le arranca una manga de la camisa a Townshend, que luego se colocó como ropa interior. La película también cuenta con una entrevista a Ken Russell, el director de la película Tommy, una actuación en el programa Shindig! de la cadena ABC y una íntima conversación entre Keith Moon con su compañero y amigo baterista Ringo Starr.

### Grandes conciertos
La película muestra las tres presentaciones que más testimonio de progresión musical le dan a la banda, desde su estilo mod al ya estrellato mundial.
- La Warner Bros le permitió a Stein observar más de 120 metros de rollo de película del mítico Festival de Woodstock, con sus tres días de presentación. Stein, que realizó nuevos cortes a las canciones de The Who, editó la presentación para la película, dividiendo la pantalla en tres con la grabación de diferentes cámaras. Eligió las canciones "Sparks", "Pinball Wizard", y "See Me, Feel Me". También agregó un fragmento de "My Generation", cuando Townshend rompe su guitarra después de un breve fragmento de "Naked Eye".

- En 1975 el grupo se va de gira por los Estados Unidos. Su apogeo máximo fue en el Pontiac Silverdome, el 6 de diciembre, ante una multitud de 75.962 espectadores. Las imágenes de la película fueron transmitidos por pantallas gigantes en el estadio para que aquellos que se encontraban lejos pudieran observar a los integrantes de la banda en el escenario. De esta presentación aparece el medley de "Roadrunner" junto con "My Generation Blues". Sin embargo, la banda sonora incluye  "Join Together", que precede a "Roadrunner".

- A pesar de que aparece cerca del final de la película, la aparición de la banda en el Monterey Pop Festival el 18 de junio de 1967 le brindó su primera gran exposición a los grandes medios en los Estados Unidos. En la película, aparecen imágenes de conciertos anteriores de la banda, antes de regresar al final destructivo de "My Generation" en aquel festival. Esta presentación no aparece en la banda sonora.

### Tomas descartadas
Por lo menos tres capítulos de la película fueron descartados, o se creen perdidos:
- Cuando el English National Opera permitió a la banda tocar en el London Coliseum, el 14 de diciembre de 1969. El show fue grabado para su posterior venta, pero la mala calidad de la imagen hizo al material prescindible (Stein recuperó las imágenes de un vertedero de basura). Sólo la ejecución de "Young Man Blues" está incluida en la película.

- Una película promocional de la canción "Happy Jack" fue filmada el 19 de diciembre de 1966 para una serie de televisión de la BBC llamada  Sound and Picture City, pero el programa nunca fue transmitido.

- The Rolling Stones Rock and Roll Circus iba a ser un especial de televisión con una gran variedad de bandas de rock y artistas de circo, pero después de la filmación, The Rolling Stones sintieron que su propio desempeño fue deficiente y el proyecto fue archivado. La presentación de The Who, incluía la primera ópera rock del grupo, "A Quick One, While He's Away", grabado el 11 de diciembre de 1968. Después que los "Stones" sacaran ese especial de televisión en DVD, Stein lo extrajo y lo añadió a la película (en versión de DVD).

### Actuaciones finales de Keith Moon
La película se convirtió en una especie de "cápsula del tiempo" para la banda, después de que Keith Moon falleciera una semana después de que él había visto el primer corte de la película con Roger Daltrey. Moon, comentó con Daltrey que quedó profundamente conmocionado por lo mucho que él había cambiado físicamente en tan sólo 15 años, "de un joven de buen aspecto a la viva imagen de Robert Newton". Tras la muerte de Moon, el primer corte no sufrió un solo cambio, ya que ni Jeff Stein, ni el resto de la banda querían convertir la película en un homenaje para recordar a Moon, pero sí celebrar su vida y su carrera con The Who.
Las últimas actuaciones de Moon con la banda fueron:
- El clip de "Who Are You": La última interpretación en estudio grabada el 9 de mayo de 1978 en los Ramport Studios. Jeff Stein quiso mostrar la grabación de la canción en el estudio, a pesar de que la banda ya la había terminado de grabar. El fragmento muestra la interpretación de la canción con todos los instrumentos en vivo, salvo el bajo de Entwistle, la guitarra acústica, el sintetizador y los coros.
- El espectáculo en Shepperton Studios en Londres, el 25 de mayo de 1978, última presentación en vivo.

## Edición en DVD
Durante muchos años la película fue lanzada en formato VHS en forma editada de 90 minutos extraída de una copia de televisión en la década de los '80. Varias escenas fueron retiradas y el audio tenía varios problemas de tono.
En 2003, una edición en DVD de la película fue lanzada a la venta. La película había sido restaurada a 35 mm interpositivo, y además el audio fue restaurado. Además de la película original, se añadieron subtítulos en inglés, notas en pantalla, el comentario de Jeff Stein y el productor del DVD John Albarian, un folleto de 27 páginas, y un DVD con contenido extra con más de tres horas de material adicional: 
- "See My Way": Entrevista con el director Jeff Stein.
- "Behind Blue Eyes": Entrevista con Roger Daltrey.
- "Miracle Cure": Mini-documental sobre la restauración de The Kids Are Alright.
- "Getting In Tune": Comparación del audio antiguo con el nuevo.
- "Trick of the Light": Comparación de la imagen antigua con la nueva.
- "The Who's London": Un Tour de localidades de la banda en Londres.
- "The Ox": Pistas aisladas de John Entwistle para "Baba O'Riley" y "Won't Get Fooled Again".
- "Anytime You Want Me": Escenas Multi-ángulo de "Baba O'Riley" y "Won't Get Fooled Again".
- "Pure and Easy": Un juego de preguntas. El premio: Un raro audio de promoción de la película por parte de Ringo Starr.
- "It's Hard": Un juego de preguntas. El premio: Una presentación de diapositivas con "Who Are You" 5.1 studio mix.

El DVD fue lanzado por Pioneer Home Entertainment. La versión digitalmente restaurada de la película se estrenó en el Festival de Cine de Nueva York en octubre de 2003, con Daltrey, Lewis, Stein y Albarian en la asistencia.